# Campeonato Mundial de Atletismo Sub-20 de 2022 - Marcha atlética 10000 m masculina
A prova da marcha atlética masculina do Campeonato Mundial de Atletismo Sub-20 de 2022 ocorreu no dia 5 de agosto de 2022 no Estádio Olímpico Pascual Guerrero, em Cali, na Colômbia.

## Recordes
Antes desta competição, os recordes mundiais e do campeonato nesta prova eram os seguintes:
|       | Nome              | Nacionalidade | Tempo    | Local  | Data                |
| ----- | ----------------- | ------------- | -------- | ------ | ------------------- |
| WU20R | Viktor Burayev    | Rússia        | 38:46.40 | Moscou | 20 de maio de 2000  |
| CR    | Daisuke Matsunaga | Japão         | 39:27.19 | Eugene | 25 de julho de 2014 |
| WU20L | Mazlum Demir      | Turquia       | 40:42.09 | Bursa  | 26 de junho de 2022 |

## Medalhistas
| Ouro               | Prata                     | Bronze                 |
| Mazlum Demir (TUR) | Ismail Ben Hammouda (ALG) | Hayrettin Yildiz (TUR) |

## Cronograma
Todos os horários são locais (UTC-5).
| Data        | Hora  | Evento |
| ----------- | ----- | ------ |
| 5 de agosto | 06:35 | Final  |

## Resultado final
A prova final foi realizada no dia 5 de agosto às 06:35.
| Posição           | Atleta                      | Nacionalidade | Tempo           | Notas           |
| ----------------- | --------------------------- | ------------- | --------------- | --------------- |
| Medalha de ouro   | Mazlum Demir                | Turquia       | 42:36.02        |                 |
| Medalha de prata  | Ismail Ben Hammouda         | Argélia       | 42:42.49        |                 |
| Medalha de bronze | Hayrettin Yildiz            | Turquia       | 43:07.95        | ~               |
| 4                 | Oussama Farhat              | Tunísia       | 43:08.20        | ~ ~             |
| 5                 | Óscar Martínez              | Espanha       | 43:20.84        | Recorde pessoal |
| 6                 | Nicola Lomuscio             | Itália        | 43:28.25        | >               |
| 7                 | Pablo Pastor                | Espanha       | 43:34.39        | ~               |
| 8                 | Saúl Wamputsrik             | Equador       | 43:46.17        |                 |
| 9                 | Otavio Henrique             | Brasil        | 43:47.28        | ~               |
| 10                | Gabriel Alvarado            | Nicarágua     | 44:01.91        | ~               |
| 11                | Andreas Papastergiou        | Grécia        | 44:11.41        | ~               |
| 12                | Mateo Romero                | Colômbia      | 44:21.40 (PZ60) | ~ ~ ~           |
| 13                | Jonathan Peña               | México        | 44:26.99        |                 |
| 14                | Emiliano Brigante           | Itália        | 44:42.04        | >               |
| 15                | Adam Zajíček                | Chéquia       | 44:45.52        |                 |
| 16                | Tiago Ramos                 | Portugal      | 44:47.21        |                 |
| 17                | Shotaro Shimoike            | Japão         | 44:48.45        |                 |
| 18                | Ángel Montes de Oca         | México        | 45:04.83        | ~ ~             |
| 19                | Terry Villacorte            | Equador       | 45:43.38        |                 |
| 20                | Riku Ooie                   | Japão         | 45:53.21        |                 |
| 21                | Usiel Caal                  | Guatemala     | 45:58.89        |                 |
| 22                | Rohitkumar Vinodkumar Yadav | Índia         | 46:14.05        | ~               |
| 23                | Andreas-Eleftherios Bachos  | Grécia        | 46:15.84        |                 |
| 24                | Mykola Rushchak             | Ucrânia       | 46:42.36 (PZ60) | ~ ~ ~           |
| 25                | Jaromír Morávek             | Chéquia       | DNF             |                 |
| 25                | Heron Rodrigues Miranda     | Brasil        | DNF             | ~ ~             |
| 25                | Bryan Matías                | Guatemala     | DSQ (TR54.7.5)  | ~ ~ ~ >         |
| 25                | Heristone Wafula            | Quênia        | DSQ (TR54.7.5)  | > ~ ~ ~         |

| Legenda: | ~ Cartão vermelho por perda de contato | > Cartão vermelho por joelho dobrado | PZ60: zona de penalidade de 60 segundos | TR54.7.5: Desclassificado pela Regra TR54.7.5 (4 cartões vermelhos) |

Legenda
| Recorde mundial       | Recorde mundial (World record)               |                       | Recorde africano                      | Recorde africano (African) |                                           | Q | Classificado por posição (Qualified) |
| Recorde do campeonato | Recorde do campeonato (Championship record)  | Recorde da América    | Recorde da América (Americas)         | q                          | Classificado por melhor tempo (Qualified) |   |                                      |
| Melhor marca do ano   | Melhor marca do ano (World leading)          | Recorde asiático      | Recorde asiático (Asian)              | DNS                        | Não largou (Did not start)                |   |                                      |
| Recorde nacional      | Recorde nacional (National record)           | Recorde europeu       | Recorde europeu (European)            | DNF                        | Não terminou (Did not finish)             |   |                                      |
| Recorde pessoal       | Recorde pessoal do atleta (Personal best)    | Recorde da Oceania    | Recorde da Oceania (Oceania)          | DSQ / DQ                   | Desclassificado (Disqualified)            |   |                                      |
| Recorde da temporada  | Recorde da temporada do atleta (Season best) | Recorde sul-americano | Recorde sul-americano (South America) | NM                         | Sem marca (No mark)                       |   |                                      |